# Giovanni Rinaldo Coronas
Giovanni Rinaldo Coronas (ur. 10 kwietnia 1919 w Castelvetrano, zm. 5 stycznia 2008 w Rzymie) – włoski policjant i urzędnik państwowy, w latach 1979–1984 dyrektor generalny Polizia di Stato, w latach 1995–1996 minister spraw wewnętrznych.

## Życiorys
Z wykształcenia prawnik. Pracę zawodową rozpoczął w policji w Turynie. W 1943 przeszedł do pracy w administracji cywilnej resortu spraw wewnętrznych. Był szefem gabinetów prefektów w Nuoro i Forlì. Od 1954 pracował w centrali w Rzymie, od 1967 w randze prefekta. Był zastępcą dyrektora generalnego włoskiej policji, a od stycznia 1979 do kwietnia 1984 dowodził Polizia di Stato.
Od czerwca 1995 do maja 1996 sprawował urząd ministra spraw wewnętrznych w rządzie Lamberta Diniego.
Odznaczony Orderem Zasługi Republiki Włoskiej klasy II (1970) i I (1977).